# Серен (футбольний клуб, 1904)
Королівський футбольний клуб «Серен» (фр. Royal Football Club Seraing) — колишній бельгійський футбольний клуб з однойменної комуни, що існував у 1904—1996 роках.

## Історія
Клуб був заснований в 1904 році під назвою «Серезьєн» (фр. FC Sérésien), а в 1928 році до його назви була доданий «королівський» префікс Роял (фр. Royal).
У 1931 році команда вийшла до другого за рівнем бельгійського дивізіону, з якого іноді вилітала, але у 1958, 1965 та 1980 роках знову поверталась. У 1982 році клуб вперше в історії вийшов до вищої ліги Бельгії і виступав там до 1987 року, після чого вилетівши до другого, а в 1990 році і до третього дивізіону. У 1991 році клуб повернувся до другої ліги, а в 1993 році знову став виступати у вищому дивізіоні країни. У 1994 році назву клубу було змінено на «Серен» (рос. RFC Seraing). Того ж року команда фінішувала на третьому місці, найвищому в їх історії. Цей результат дозволив клубу кваліфікуватись до Кубка УЄФА 1994/95, де у першому раунді він поступився московському «Динамо» (3:4, 1:0).
У 1996 році, після того як команда посіла 16 місце і вилетіла з вищого дивізіону, клуб через фінансові труднощі об'єднався з іншою командою вищого дивізіону «Стандард» (Льєж).

### Наступники
У 1996 році клуб Royale Union Liegeoise, заснований в 1901 році, був перейменований в «Seraing Royale Union Liegeoise». У 2006 році клуб став називатися «Серезьєн» (фр. RFC sérésien) і змінив кольори на ті, які носив попередній клуб з Серена. Перед сезоном 2008/09 «Серезьєн» об'єднався з «Сереном» (фр. FC Seraing), утвореним в 1996 році на базі історичного «Серена» в RFC De Seraing. 
У 2014 році клуб перебував у 5 дивізіоні, тому щоб швидше пробитись до професіонального футболу, керівництво клубу вирішило придбати ліцензію клубу «Буссю-Дур Борінаж» (фр. Royal Boussu-Dour Borinage) з комуни Буссю, що виступав у другому дивізіоні Бельгії і перевезти його до Серена. В результаті «Буссю-Дур Борінаж» змінив назву на «Серен Юнайтед» (фр. Seraing United), а з наступного року взяв історичну назву «Серен», але формально не мав стосунків до старого клубу. 2021 року ця команда вперше в історії вийшла до вищого дивізіону Бельгії.

## Досягнення
- Друга ліга
  - Чемпіон (2): 1982, 1993
- Третя ліга
  - Чемпіон (4): 1958, 1965, 1980, 1991.

## Відомі гравці
- Ян Козак
- Ігор Враблич
- Хуан Карлос Облітас
- Персі Рохас

## Тренери
- Жорж Гейленс (1983–1984)
- Рене Телман (1983–1984)
- Леон Земмелінг (1986–1987)
- Домінік Д'Онофріо (1990–1991)
- Жорж Гейленс (1993–1995)
- Жан Тіссен (1995–1996)